# Doğan Babacan
Doğan Babacan (Isztambul, 1929. november 30. – 2018.május 18.) török nemzetközi labdarúgó-játékvezető.

## Pályafutása

### Labdarúgóként
A labdarúgással fiatalon elkötelezte magát. Több egyesületben, a Beşiktaş JK-ban, Karşıyaka SK-ban, Kasımpaşa Spor Kulübü és Hacettepe-ban futballozott.

### Nemzeti játékvezetés
A játékvezetői vizsgát 1955-ben tette le. A küldési gyakorlat szerint rendszeres partbírói tevékenységet is végzett. 1966-ban lett az I. Liga játékvezetője. A nemzeti játékvezetéstől 1978-ban vonult vissza.

#### Nemzeti kupamérkőzések
Vezetett kupadöntők száma: 3.

##### Török labdarúgókupa
| Időpont          | Helyszín                          | Mérkőzés típusa        | Mérkőzés                | Eredmény |
| ---------------- | --------------------------------- | ---------------------- | ----------------------- | -------- |
| 1971. június 13. | Atatürk Stadion, Bursa            | döntő                  | Bursaspor–Eskişehirspor | 1 – 0    |
| 1972. május 31.  | Május 19. Stadion, Ankara         | döntő második mérkőzés | MKE Ankaragücü–Altay SK | 2 – 0    |
| 1975. május 21.  | Beşiktaş İnönü Stadion, Isztambul | döntő második mérkőzés | Beşiktaş JK–Trabzonspor | 2 – 0    |

### Nemzetközi játékvezetés
A Török labdarúgó-szövetség Játékvezető Bizottsága (JB) terjesztette fel nemzetközi játékvezetőnek, a Nemzetközi Labdarúgó-szövetség (FIFA) 1968-tól tartotta nyilván bírói keretében. Több válogatott és nemzetközi klubmérkőzést vezetett, vagy működő társának partbíróként segített. A török nemzetközi játékvezetők rangsorában, a világbajnokság-Európa-bajnokság sorrendjében többedmagával az 5. helyet foglalja el 4 találkozó szolgálatával. Az aktív nemzetközi játékvezetéstől 1978-ban vonult vissza.

#### Labdarúgó-világbajnokság
A világbajnokság döntőjéhez vezető úton Mexikóba a IX., az 1970-es labdarúgó-világbajnokságra, valamint Nyugat-Németországban a X., az 1974-es labdarúgó-világbajnokságon foglalkoztatta a FIFA JB bíróként.  A FIFA JB elvárásának megfelelően, ha nem vezetett, akkor valamelyik működő társának segített partbíróként. Egy csoportmérkőzésen és a második kör egyik találkozóján volt partbírók. Világbajnokságokon vezetett mérkőzéseinek száma: 1 + 2 (partbíró).

##### 1970-es labdarúgó-világbajnokság

###### Selejtező mérkőzés
| Időpont           | Helyszín                     | Mérkőzés típusa           | Mérkőzés           | Eredmény | Nézők száma |
| ----------------- | ---------------------------- | ------------------------- | ------------------ | -------- | ----------- |
| 1969. április 23. | Vasil Levski Stadion, Szófia | előselejtező (8. csoport) | Bulgária–Luxemburg | 2 : 1    | 18 998      |

##### 1974-es labdarúgó-világbajnokság
Az első török játékvezető, aki labdarúgó-világbajnokságon játékvezetőként szolgálhatott.

###### Világbajnoki mérkőzés
| Időpont          | Helyszín                 | Mérkőzés típusa              | Mérkőzés   | Eredmény | Nézők száma |
| ---------------- | ------------------------ | ---------------------------- | ---------- | -------- | ----------- |
| 1974. június 14. | Olimpiai Stadion, Berlin | csoportmérkőzés (1. csoport) | NSZK–Chile | 1 – 0    | 83 168      |

#### Labdarúgó-Európa-bajnokság
Az európai-labdarúgó torna döntőjéhez vezető úton Belgiumba a IV., az 1972-es labdarúgó-Európa-bajnokságra, valamint Jugoszláviába az V., az 1976-os labdarúgó-Európa-bajnokságra az UEFA JB játékvezetőként alkalmazta.

##### 1972-es labdarúgó-Európa-bajnokság

###### Selejtező mérkőzés
| Időpont           | Helyszín             | Mérkőzés típusa           | Mérkőzés              | Eredmény | Nézők száma |
| ----------------- | -------------------- | ------------------------- | --------------------- | -------- | ----------- |
| 1971. október 27. | Népstadion, Budapest | előselejtező (2. csoport) | Magyarország–Norvégia | 4 – 0    | 29 253      |

##### 1976-os labdarúgó-Európa-bajnokság

###### Selejtező mérkőzés
| Időpont             | Helyszín             | Mérkőzés típusa           | Mérkőzés       | Eredmény | Nézők száma |
| ------------------- | -------------------- | ------------------------- | -------------- | -------- | ----------- |
| 1974. szeptember 4. | Práter Stadion, Bécs | előselejtező (2. csoport) | Ausztria–Wales | 2 – 1    | 30 795      |

#### Olimpiai játékok
Az 1972. évi nyári olimpiai játékok labdarúgó tornájának mérkőzésein a FIFA JB játékvezetőként foglalkoztatta. Ő volt az első játékvezető, aki egy olimpiai labdarúgó mérkőzésen piros lapot mutatott fel. (A kiállított játékos a marokkói Maouhoub Ghazouani volt.)

##### 1972. évi nyári olimpiai játékok
| Időpont             | Helyszín                  | Mérkőzés típusa               | Mérkőzés          | Eredmény | Nézők száma |
| ------------------- | ------------------------- | ----------------------------- | ----------------- | -------- | ----------- |
| 1972. augusztus 29. | Központi Stadion, Passau  | csoportmérkőzés (A. csoport)  | NSZK–Marokkó      | 3 – 0    | 16 000      |
| 1972. szeptember 8. | Rosenau Stadion, Augsburg | egyenes kieséses (2. csoport) | Szovjetunió–Dánia | 4 – 0    | 4 000       |

#### Nemzetközi kupamérkőzések
Vezetett kupadöntők száma: 1.

##### UEFA-szuperkupa
| Időpont             | Helyszín                  | Mérkőzés típusa | Mérkőzés                     | Eredmény | Nézők száma |
| ------------------- | ------------------------- | --------------- | ---------------------------- | -------- | ----------- |
| 1975. szeptember 9. | Olimpiai Stadion, München | döntő           | Bayern München–Gyinamo Kijev | 0 – 1    | 30 000      |

## Külső hivatkozások
- Doğan Babacan. World Referee. [2011. december 27-i dátummal az eredetiből archiválva]. (Hozzáférés: 2011. január 17.)
- Doğan Babacan. scoreshelf.com. [2016. március 11-i dátummal az eredetiből archiválva]. (Hozzáférés: 2011. január 17.)
- Doğan Babacan. zerozerofootball.com. [2011. január 25-i dátummal az eredetiből archiválva]. (Hozzáférés: 2011. január 17.)

| Elődje: Alfred Ott | Török labdarúgókupa döntő 1970–1971 | Utódja: Ömer Karadağ |

| Elődje: Hilmi Ok | Török labdarúgókupa döntő 1971–1972 | Utódja: Sedat Özselçuk |

| Elődje: Orhan Cebe | Török labdarúgókupa döntő 1974–1975 | Utódja: Ziya Türkdoğan |